# Sis Hopkins
Sis Hopkins er en amerikansk stumfilm fra 1919 af Clarence G. Badger.

## Medvirkende
- Mabel Normand som Sis Hopkins
- John Bowers som Ridy Scarboro
- Sam De Grasse som Vibert
- Thomas Jefferson som Pa Hopkins
- Nick Cogley